# Joaquín Pamplona
Joaquín Pamplona (León, 8 de noviembre de 1924 - † Madrid, 15 de noviembre de 1981) fue un actor español.

## Biografía
Tras estudiar Bachillerato y Peritaje Mercantil, toma contacto con el mundo de la interpretación a través del Teatro Español Universitario de Madrid.
Actor que ha desarrollado su carrera sobre todo en papeles secundarios, su experiencia artística incluye cine, radio y televisión. 
Aunque formado sobre los escenarios, su paso por la gran pantalla ha dejado interpretaciones en títulos tan destacados como La venganza de Don Mendo (1962), de Fernando Fernán Gómez, La verbena de la Paloma (1963), de José Luis Sáenz de Heredia o Tristana (1970), de Luis Buñuel. En total una filmografía que abarca más de sesenta películas.
Sin embargo fue la televisión el medio que más satisfacciones le dio. Pionero de Televisión española, participó en cientos de espacios dramáticos de TVE durante más de treinta años, desde finales de los años cincuenta.
Club del sábado (1957-1958), Historias de mi barrio (1964), de Gustavo Pérez Puig; Sonría, por favor (1964-1965), Teatro de humor, Risa española (1969), El último café (1970), Los maniáticos (1974), de Fernando García de la Vega, El pícaro (1974), de Fernando Fernán Gómez, Mujeres insólitas (1977), Novela y Estudio 1 son sólo algunos de los espacios en los que intervino a lo largo de su carrera.